# Priktest

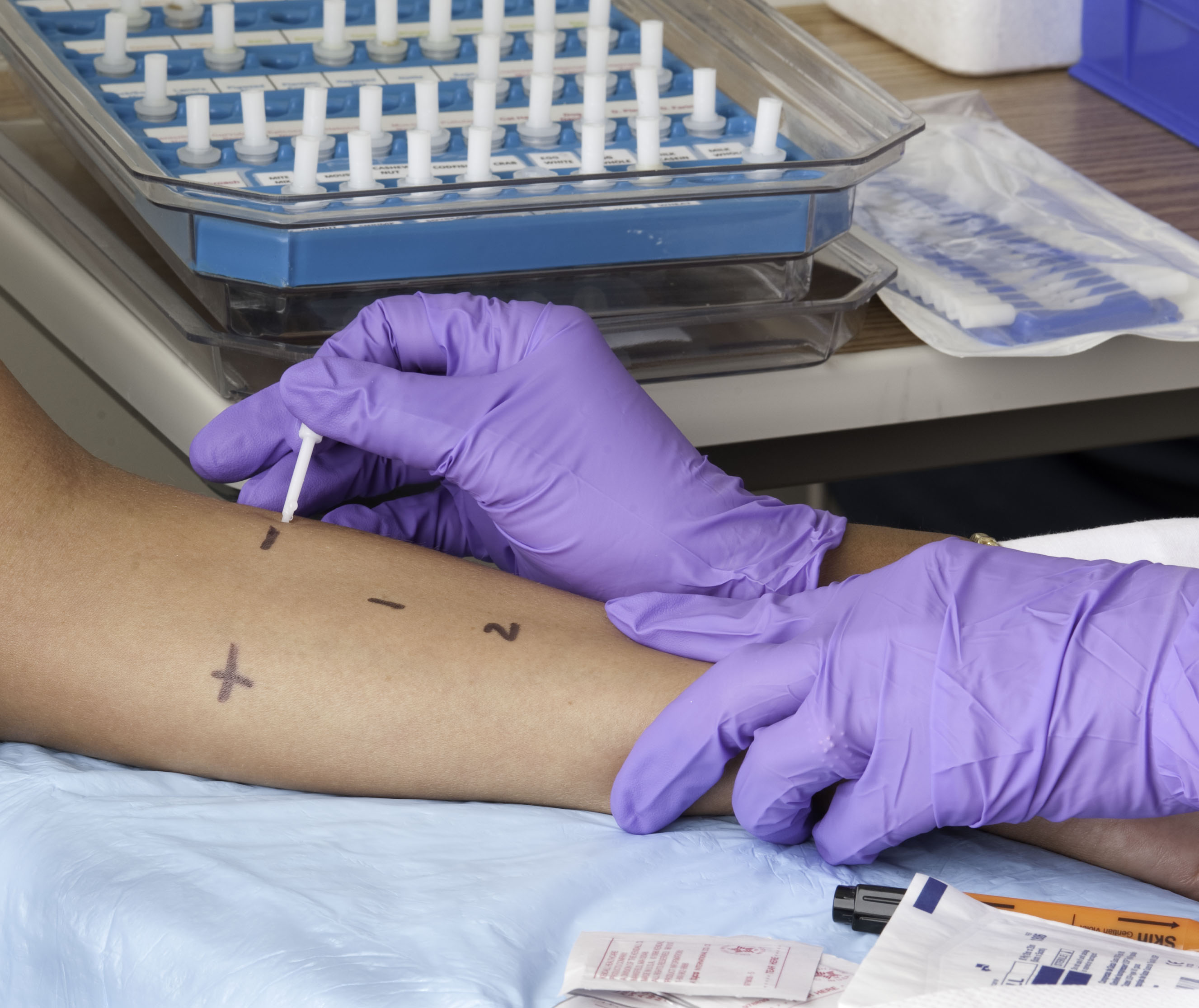
Een priktest wordt meestal gedaan door een kleine hoeveelheid allergeen net onder de huid van de onderarm aan te brengen

Met priktesten of percutane huidtesten en intracutane allergietesten (ICAT) wordt onderzocht of iemand allergisch reageert op bepaalde stoffen. De testen zijn bedoeld om een allergie van het onmiddellijke type (type 1 allergie) aan te tonen. Een klein beetje vloeistof met het allergeen wordt in de huid gebracht. De term ICAT wordt gebruikt als de testvloeistof in de huid wordt gespoten (geïnjecteerd). Bij een priktest wordt deze op de huid aangebracht en met een naaldje door de vloeistof heen in de huid geprikt. De hoeveelheid vloeistof die in de huid komt is dan veel kleiner.

## Interpretatie
Een positieve reactie bestaat uit een jeukend papeltje, meestal vergelijkbaar met een muggebult. De reactie ontstaat in ongeveer 10-30 minuten, en verdwijnt binnen enkele uren.
Ter controle worden ook histamine en fysiologisch zout meegetest. Als de reactie op de testplek groter is dan de reactie op histamine en er geen reactie is op fysiologisch zout is de uitslag positief. 
Een positieve reactie duidt niet altijd op een allergie. Deze kan ook voorkomen bij mensen zonder verdere klachten; deze mensen zijn "gesensibiliseerd". Het kan zijn dat de allergie (nog) niet tot uiting komt, het kan ook zijn dat de antistoffen nog zijn overgebleven van een overwonnen allergie. 
Een allergie is pas aangetoond als een patiënt klachten heeft die bij de sensibilisatie passen. De klachten zouden ook veroorzaakt kunnen worden door een nietgetest allergeen.
Het ontbreken van een reactie sluit een allergie ook niet volledig uit. Het kan zijn dat de testvloeistof niet het allergeen bevat waarvoor de geteste persoon allergisch is.

## Nadelen
De test is niet helemaal risicoloos: in zeer zeldzame gevallen kan de allergie zo extreem hevig zijn dat een patiënt er ook algemene lichamelijke klachten bij krijgt, of zelfs een anafylaxie. 
Een ander nadeel van de huidtesten is, dat zij minder betrouwbaar zijn tijdens het gebruik van bepaalde medicijnen. Bijvoorbeeld antihistaminen, bepaalde soorten antidepressiva of bepaalde kalmeringsmiddelen. Indien dat medisch verantwoord is zou het gebruik hiervan enige tijd voor de huidtest onderbroken moeten worden. Soms is het beter te testen, terwijl deze medicijnen worden doorgebruikt.
Vaak worden commerciële, gezuiverde extracten van allergenen gebruikt. Dit vergroot de veiligheid en de betrouwbaarheid van de test, maar kan de interpretatie bemoeilijken. Iemand kan allergisch zijn voor stof X, zonder te reageren op het testextract X.
De testen worden dus door vele verschillende factoren negatief beïnvloed:
- De vakkennis die nodig is voor het uitvoeren van de test
- De beperkte houdbaarheid van sommige huidtest-extracten
- De kwaliteitsverschillen tussen de huidtest-extracten van verschillende fabrikanten
- De kans op een anafylactische reactie
- De noodzaak om tijdelijk met een medicijn te stoppen
- Een toestand van de huid die toepassing niet toelaat

## Voorbeelden van allergenen
De test kan nuttig zijn bij verdenking op hooikoorts, astma, voedingsallergie, latexallergie of geneesmiddelenreactie. Allergenen die getest kunnen worden zijn bijvoorbeeld inhalatie-allergenen:
- Boompollen (hazelaar, berk)
- Graspollen
- Huisstofmijt
- Schimmels
- Huisdieren, zoals hond, kat, cavia
- Latex

Ook voedselallergenen kunnen getest worden 
- Pinda
- Koemelkeiwit
- Kippeneiwit
- Soja
- Hazelnoot, walnoot
- Vis, zoals kabeljauw